# 吕锡文
吕锡文（1955年7月—），女，浙江宁波人。1974年4月参加工作，1982年8月加入中国共产党。北京工业学院（今北京理工大学）分院纺织工程系机织专业毕业，大学学历。曾任中共北京市委副书记，市委党校校长、北京行政学院院长。第十八届中共中央候补委员。

## 生平
早年曾在北京郊区插队。大学毕业工作后，曾任北京工业学院分院团委副书记，北京市经委政治部干部处、市委工业部干部处副处级干部，市委组织部干部一处副处级组织员，经济干部处副处长，经济干部二处副处长、处长，经济干部处处长，西城区委副书记、区长、区委书记等职。
2006年9月，任中共北京市委常委。2007年5月，任中共北京市委常委、市委组织部部长。2012年11月，当选中国共产党第十八届中央委员会候补委员。2013年4月27日，任中共北京市委副书记。2013年7月，任中共北京市委副书记，中共北京市委党校校长、北京行政学院院长。2014年，担任北京市对外友协理事会会长。

## 落马
2015年11月11日，中纪委监察部网站宣布，吕锡文涉嫌严重违纪接受组织调查。她是中共十八大后第二位落马的女性省部级高官，也是北京市第一位落马的省部级高官。
香港媒体引述消息人士透露，地产及人事腐败或为吕锡文被查主因，北京市还有人与吕氏同时落网。吕曾长期从事北京市委组织人事工作，任市委组织部长6年，经历刘淇、郭金龙两任市委书记，被称为北京政界“老大姐”。牵涉地产亦被认为是吕氏落马的原因之一。消息人士透露，吕锡文丈夫从事地产，女儿在香港华润集团工作。吕氏的丈夫人称“西城三哥”，在政商界很有势力，曾在北京寸土寸金的金融街发展项目，而吕曾担任金融街所在地西城区区长及区委书记长达7年。而针对吕锡文女儿在香港华润集团工作的消息，根据公开资料检索吕锡文在北京工作时的记录发现，吕锡文2012-14年间曾多次前往华润集团帮助建设的“密云华润希望小镇”调研。
另据《中国经营报》报道，吕锡文落马一周后，与其关系密切的金融街控股股份公司董事王功伟、鞠谨亦接受调查。吕锡文在担任西城区和北京市领导期间，对金融街集团的发展给予很多的帮助扶持，也曾以“内部价格”购买由金融街集团开发的5套房产。吕亦被视为西城区和宣武区合并的相关人物。
2016年1月5日，中纪委通报吕锡文被双开，移送司法机关。10月27日报道，中共十八届六中全会确认对吕锡文等四人开除党籍的处分。
2017年2月20日，吉林市中级人民法院以受贿罪判处吕锡文有期徒刑十三年，并处罚金二百万元人民币；她被认定累计受贿1878万元。